# 哈特湖
51°5′9.13″N 12°32′54.7″E / 51.0858694°N 12.548528°E

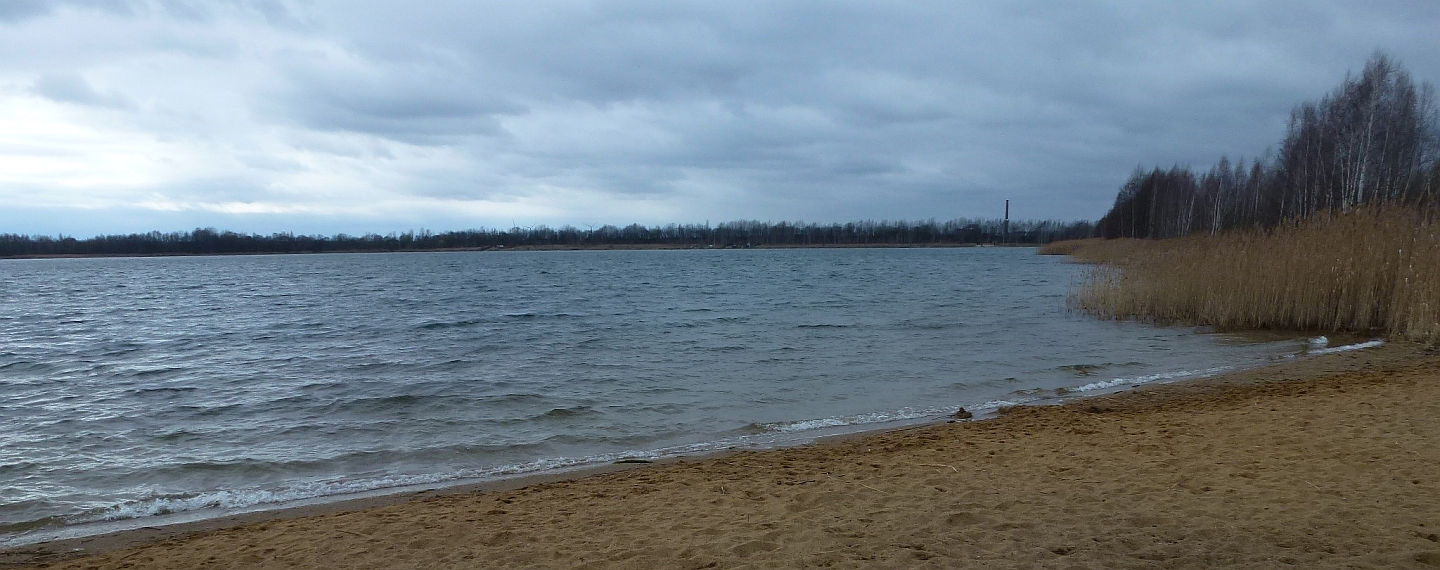

哈特湖（德語：Harthsee），是德國的湖泊，位於該國東部，由薩克森自由州負責管轄，面積0.65平方公里，海拔高度161米，最大水深13米，湖岸線長度7.9公里，水體容量550萬立方米。